# Brueelia semiannulata
Brueelia semiannulata är en insektsart som först beskrevs av Piaget 1883.  Brueelia semiannulata ingår i släktet draklöss, och familjen fjäderlöss. Inga underarter finns listade i Catalogue of Life.